# Alkali Lake Indian Reserve 1
Alkali Lake Indian Reserve 1 är ett reservat i Kanada. Det ligger i provinsen British Columbia, i den sydvästra delen av landet.
I omgivningarna runt Alkali Lake Indian Reserve 1 växer i huvudsak barrskog. Trakten runt Alkali Lake Indian Reserve 1 är nära nog obefolkad, med mindre än två invånare per kvadratkilometer.